# 中间水分食品
中間水分食品（intermediate moisture foods），指水分含量適中的食品。按照食品水分含量来区分食品，有三种食品，高水分食品、低水分食品和中间水分食品，而水分含量在10%~40%的食品被称为中间水分食品。